# الحالة المحيرة لبنجامين بتن (قصة قصيرة)
الحالة المحيرة ل بنجامين بتن (بالإنجليزية: The Curious Case of Benjamin Button)‏ هي قصة قصيرة للأديب الأمريكي فرانسيس سكوت كاي فيتس جيرالد صدرت سنة 1921 ونشرت في مجلة كوليي Colliers، وبعد ذلك جمعت في كتابه «حكايات من زمن الجاز» (Tales of the Jazz Age)، وقد طورها لهوليوود راي ستارك فقد اشترت حقوق القصة وكذلك طورتها لتجسد في فيلم سنة 2008.